# Аддас
Аддас (араб. عَدَّاس‎ ʿAddās) — сподвижник исламского пророка Мухаммеда. Он был молодым христианским рабом, который жил в Таифе, горной местности к югу от Мекки, во времена пророка Мухаммеда. Родом из Ниневии, он был предположительно первым человеком из западной провинции Таиф, который принял ислам.

## Биография

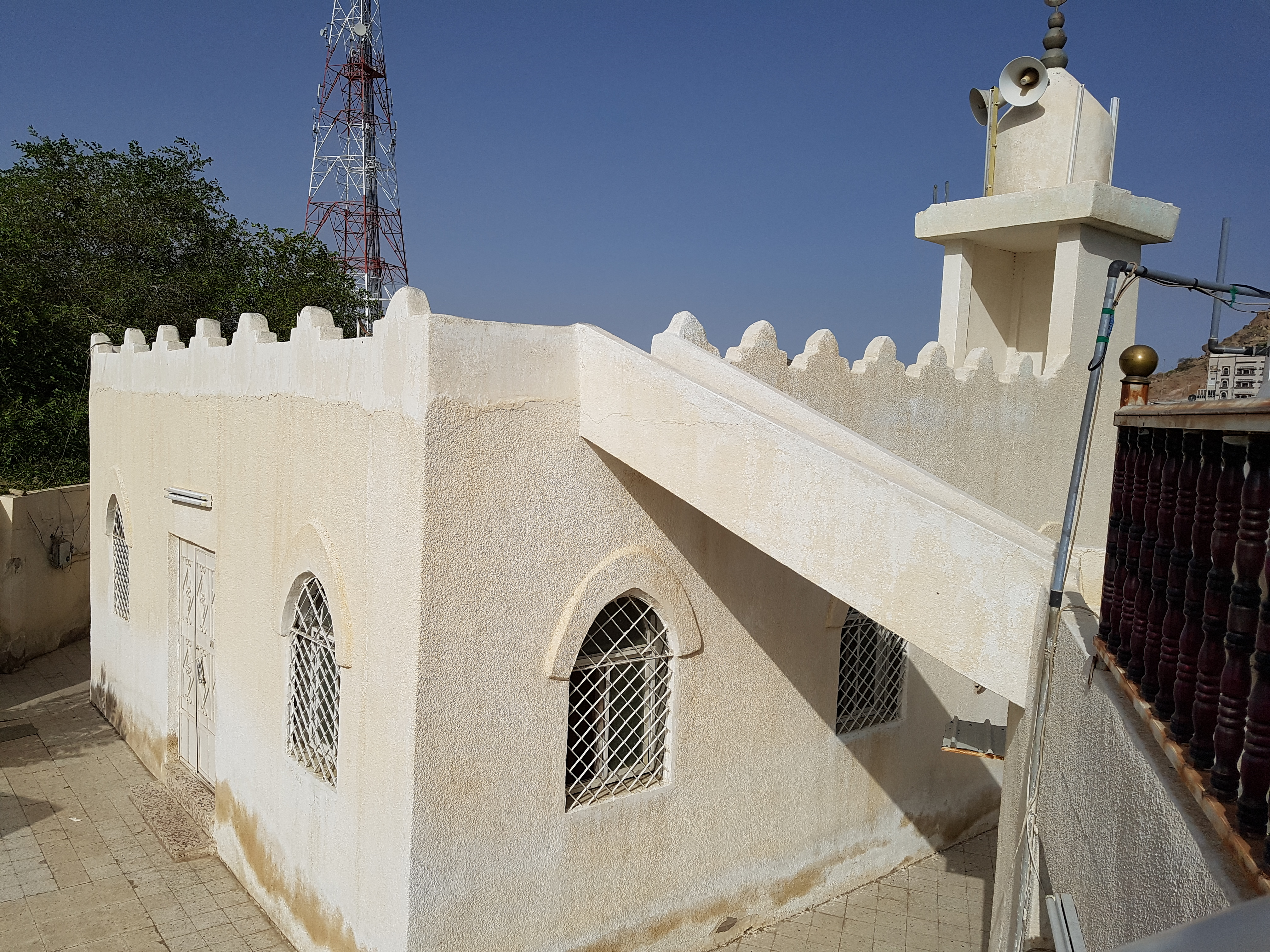
Мечеть Аддаса между Меккой и Таифом названа в честь Аддаса

В 619 году Мухаммед отправился в город Таиф, чтобы проповедовать и избежать преследований курайшитов. Город Таиф был занят преимущественно племенем Бану Сакиф, которое поклонялось Аллату.
Мухаммед встретился с вождями Таифа, Абд Ялилем бин Амром бин Умайром и его братьями Масудом и Хабибом. Они отвергли послание Мухаммеда и послали горожан бросать камни в Мухаммеда и выгнать его из города . Мухаммед был ранен и попытался укрыться под стеной в саду, принадлежащем мекканским братьям Утбе и Шайбе.
Они приказали своему рабу Аддасу предложить Мухаммеду виноград. Мухаммед произнёс «бисмиллях» над виноградом, и Аддас выразил шок по этому поводу, заявив, что жители Аравии не разговаривают таким образом.

Пророк Мухаммад затем спросил его, откуда он пришел, и какова его религия, и он ответил ему: «Я христианин из Ниневии». «Из города праведника Юнуса, сына Меты», — сказал Святой Пророк. Аддас был удивлен и спросил: «Откуда ты знаешь о Юнусе, и кто ты?» Тогда Пророк Мухуаммад ответил: «Он мой брат, он был пророком Аллаха, и я тоже пророк Аллаха»"— Амина Адиль, Muhammad, the Messenger of Islam: His Life and Prophecy, 147
Затем Аддас признал Мухаммеда пророком и поцеловал его голову, руки и ноги.